# Henry Murger
Henry Murger (egentligen Henri Louis Murger), född 27 mars 1822 i Paris i Frankrike, död där den 28 januari 1861, var en fransk författare.

## Biografi
Henry Murger är mest känd för sin roman Scènes de la vie de bohème, utgiven i Paris 1851. Romanens berättelser hade då redan (1847-1849) publicerats som följetong i tidningen Corsaire. År 1849 hade den bearbetats till en teaterpjäs. Denna utgjorde underlag för librettot till Puccinis opera La Bohème.
Scènes de la vie de bohème har översatts till många språk. På svenska har den utkommit under skiftande titlar. Scènes de la vie de bohème har filmats flera gånger, senast 1992.
Till innehåll, språk och komposition påminner Murgers bok starkt om August Strindbergs roman Röda rummet (1879).
Henry Murgers byst har rests i parken Jardin du Luxembourg i Paris.

## Svenska översättningar
- Scènes de la vie de bohème
  - Scener ur Pariser-ungdomens lif (1862)
  - Vagabondlif i Paris: röda bilder ur konstnärs- och författarverlden (översättning -L-D, Beckman, 1882)
  - I studentqvarteret (översättning Tom Wilson, Svea, 1883)
  - Från bohemens värld (översättning David Sprengel, Bonnier, 1904). Ny uppl. 1926 med titeln Bohème
  - Från bohemens värld (översättning Jakob Gunnarsson, Niloé, 1970)
- Le serment d'Horace
  - Punkt för punkt: komedi i en akt (översättning Nathalia Spanier och Bertha Straube, Flodin, 1862)

Ej identifierade svenska översättningar
- Donna Sirène: berättelse (Öfv. af Vanda, Lamm, 1880)
- Student-flickan: berättelse (Svea, 1883)
- Studentkärlek: Parisroman (översättning P. T., Zetterlund, 1920)